# قرار مجلس الأمن التابع للأمم المتحدة رقم 325
قرار مجلس الأمن التابع للأمم المتحدة رقم 325، المعتمد في 26 يناير 1973، بعد الاعتراف بعرض حكومة بنما القيام بكل ما هو ضروري لاستضافة المجلس ودعم مجموعة أمريكا اللاتينية لهذه الفكرة، قرر المجلس عقد اجتماعات في بنما المدينة من 12 مارس إلى 21 مارس 1973. وكان جدول أعمال هذه الاجتماعات هو «النظر في تدابير لصون وتعزيز السلم والأمن الدوليين في أمريكا اللاتينية وفقا لأحكام الميثاق ومبادئه». وطلب المجلس من الأمين العام الدخول في مفاوضات مع حكومة بنما لإبرام اتفاق مؤتمر مناسب.
وذكر رئيس المجلس أن القرار اتخذ بالإجماع في غياب أي اعتراضات.